# Josep Xirau i Palau
Josep Xirau i Palau (Figueres, Alt Empordà, 1893 - Vilafranca de Mar, 1982) fou un advocat català, germà d'Antoni Xirau i Palau i de Joaquim Xirau i Palau. Va estar casat amb la fotògrafa Mey Rahola de Falgàs.

## Biografia
Era fill de Ramon Xirau i Llorens, advocat, i de Maria del Remei Palau i Reig. Es llicencià en dret a la Universitat de Barcelona, i després de completar estudis a Suïssa, Alemanya i Itàlia, fou catedràtic de dret processal a les Universitats de Múrcia i Sevilla, fins que el 1925 fou nomenat catedràtic a la Universitat de Barcelona. També col·laborà al diari L'Opinió, tot i que es decantà finalment cap al socialisme.
Fou fundador el 1923 de la Unió Socialista de Catalunya amb Rafael Campalans i Puig i Manuel Serra Moret, per aquest partit fou elegit diputat per Barcelona província a les eleccions generals espanyoles de 1931. Fou membre de la Comissió Política Assessora de la Generalitat de Catalunya. Del 1937 al 1938 fou director de l'Escola d'Administració Pública de Catalunya.
Al final de la guerra civil, fuig amb la seva família cap a França, i s'instal·la a Paris on obté una feina a la UNESCO.

## Obres
- El concepto de la donación (1917)
- Eugenio Huber: su vida y su obra (1923)
- Le condizioni del processo civile in Spagna (1925)
- La funzione giurisdizionale e l'equità (1927)